# BC Place
BC Place là một sân vận động đa năng nằm ở phía bắc của False Creek, ở Vancouver, British Columbia, Canada. Sân được sở hữu và điều hành bởi BC Pavilion Corporation (PavCo), một công ty vương miện của tỉnh. Sân hiện là sân nhà của BC Lions của Canadian Football League (CFL), Vancouver Whitecaps FC của Major League Soccer (MLS) và là nơi tổ chức Canada Sevens hàng năm (một phần của World Rugby Sevens Series) cũng như BC Sports Hall of Fame. Sân vận động cũng là sân vận động chính của Thế vận hội Mùa đông 2010 và Paralympic 2010 mà Vancouver đăng cai, Vòng loại bóng đá nữ Thế vận hội Mùa hè 2012 khu vực Bắc, Trung Mỹ và Caribe, cũng như là địa điểm tổ chức nhiều trận đấu, bao gồm cả trận tranh chức vô địch của Giải vô địch bóng đá nữ thế giới 2015.
Sân vận động được khánh thành vào ngày 19 tháng 6 năm 1983, và được xây dựng như một cấu trúc trong nhà với mái che được hỗ trợ bằng không khí, là sân vận động lớn nhất thuộc kiểu này trên thế giới khi khánh thành. Sau Thế vận hội Mùa đông 2010, BC Place đã đóng cửa trong 16 tháng như một phần của quá trình cải tạo mở rộng, trung tâm của hoạt động này là thay thế mái che hơi bằng mái che có thể thu vào được hỗ trợ bởi dây cáp. Sau khi hoàn thành xây dựng, mái che mới của sân vận động cũng là mái che lớn nhất thuộc loại mái che này.